# B101 (België)
De B101 is een korte verbindingsweg (bretelle) in de Belgische stad Mechelen.

## Deel E19 tot N1
Het oudere deel van deze weg is ongeveer een kilometer lang, en loopt tussen afrit Mechelen-Zuid van de snelweg A1/E19 en de Brusselsesteenweg N1. Een rotonde halverwege ontsluit het bedrijventerrein Mechelen-Zuid en geeft aan de andere kant toegang tot Technopolis, een doecentrum voor wetenschap en technologie.
Sinds de aanleg van deze rotonde heeft de B101 niet meer het statuut van autosnelweg en stopt hij aan die rotonde. Voorbij de rotonde is de weg nu een af- en oprit van de A1/E19 zonder eigen nummering.

## Tangent
De Tangent in Mechelen is vanaf juni 2022 een weg vanaf de N1 (Brusselsesteenweg) tot de N15 (Douaneplein), grotendeels langsheen de oostzijde van de spoorweg, en aangelegd in het kader van het stationsproject Mechelen in Beweging. Ook de Tangent kreeg het nummer B101, als verlenging van de bestaande weg.
In december 2021 opende als eerste het 2,5 kilometer lange fietspad langs de Tangent, tussen N1 (Brusselsesteenweg) en N15 (Douaneplein), waaronder de fietsbrug Arsenaalpuzzel over de N26 (Leuvensesteenweg) en de Tangent. Dit fietspad is onderdeel van de fietssnelweg F1 (Antwerpen-Brussel).
In mei 2022 opende een klein deel van de Tangent voor het autoverkeer, tussen N1 (Brusselsesteenweg) en de Jubellaan.
Op 27 juni 2022 zou de volledige Tangent openen voor het autoverkeer, voorafgegaan door een volksfeest waarbij fietsers en voetgangers de nieuwe autoweg en de Margaretatunnel kunnen bekijken. De effectieve opening werd echter met minstens een week uitgesteld voor extra veiligheidstests van de tunnel. Op maandag 4 juli 2022 rond 22 uur opende de weg en tunnel.
De opening moet de daaropvolgende heraanleg van de R12 (Mechelse Vesten) mogelijk maken.

### Margaretatunnel
De Margaretatunnel is de tunnel die de Tangent in Mechelen onder de Leuvense Vaart leidt. Het is een gegraven tunnel van 755 meter lang, in bouwputten aangelegd onder de bodem van het kanaal terwijl dat voor de scheepvaart versmald was. Er is ook een evacuatieschacht gebouwd en de tunnel heeft een verbinding met de ondergrondse stadsparking, met plaats voor 2000 auto’s.
De tunnel is genoemd naar Margaretha van Oostenrijk, landvoogdes van de Nederlanden, hofhoudend in Mechelen, de toenmalige hoofdstad van de Nederlanden.
B101 · B102 · B201 · B202 · B401 · B402 · B403 · B404 · B501 · B601 · B602 · B901